# حد ثابت (رياضيات)
في الرياضيات، يعرف الحد الثابت على أنه حد من الدرجة 0. على سبيل المثال في كثير الحدود :
{\displaystyle X^{3}+2X+3}
بالنسبة للمتغير x يعتبر الحد 3 حداً ثابتاً.
في المثال السابق جاء الحد الثابت على شكل عدد بينما هناك حالات من الممكن الإشارة له برمز، مثلأ في كثير الحدود التالي :
{\displaystyle ax^{2}+bx+c}
بالنسبة للمتحول x فإن a، b، c هي عبارة عن ثوابت وعليه يكون c هو حد ثابت.